# La Mango Village
La Mango Village es una villa de Trinidad y Tobago, que forma parte de la región de Tunapuna-Piarco.

## Geografía
La villa abarca parte de la isla Trinidad y limita al norte y oeste con La Baja, al sur con St. Joseph y Curepe y al este con Mount St. Benedict.

## Demografía
Datos demográficos de la villa de La Mango Village:
| Gráfica de evolución demográfica de La Mango Village entre 2000 y 2011 |
|                                                                        |